# Salsa española

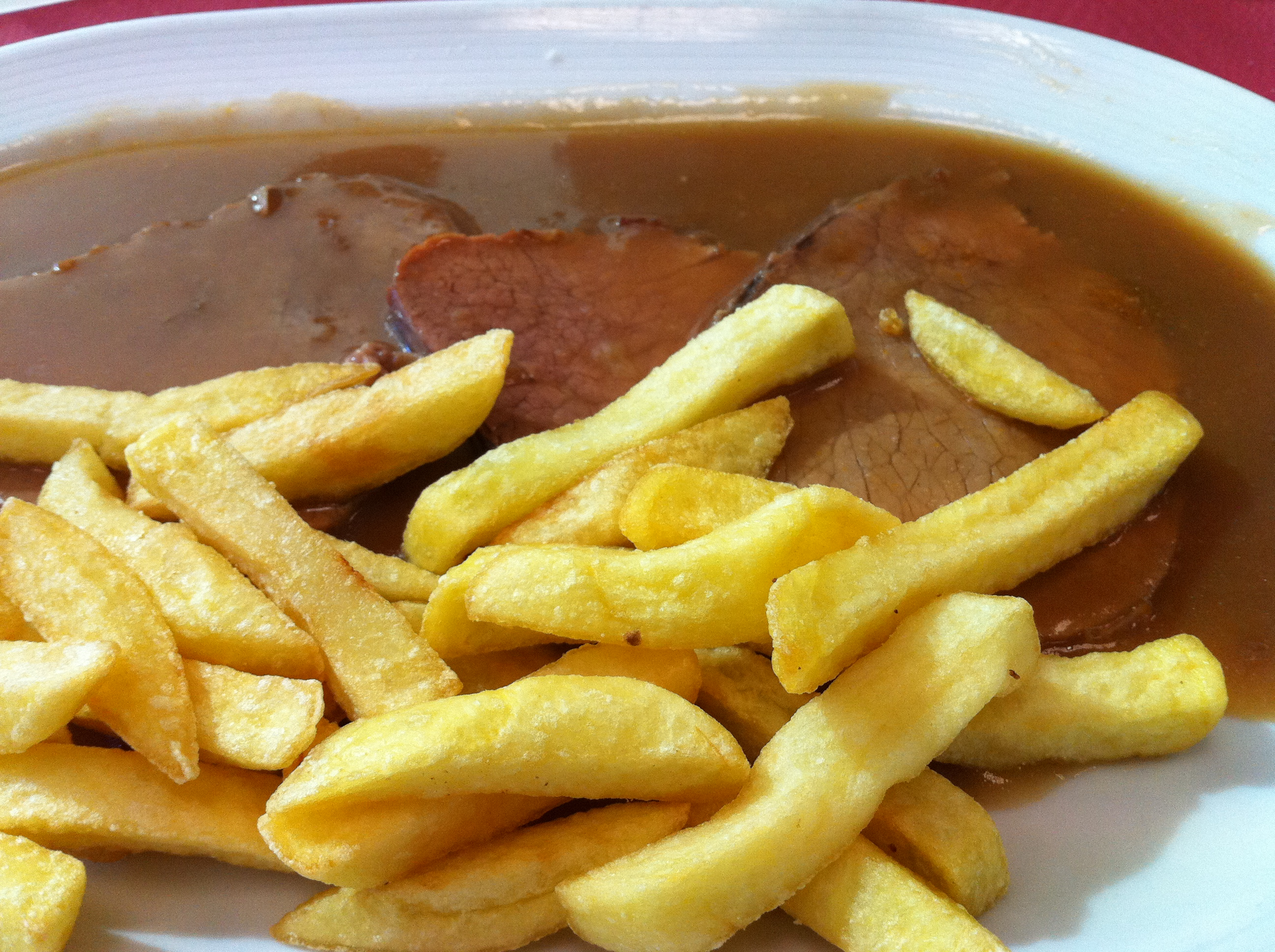
Una salsa española con rodajas de ternera, acompañada de unas patatas fritas.

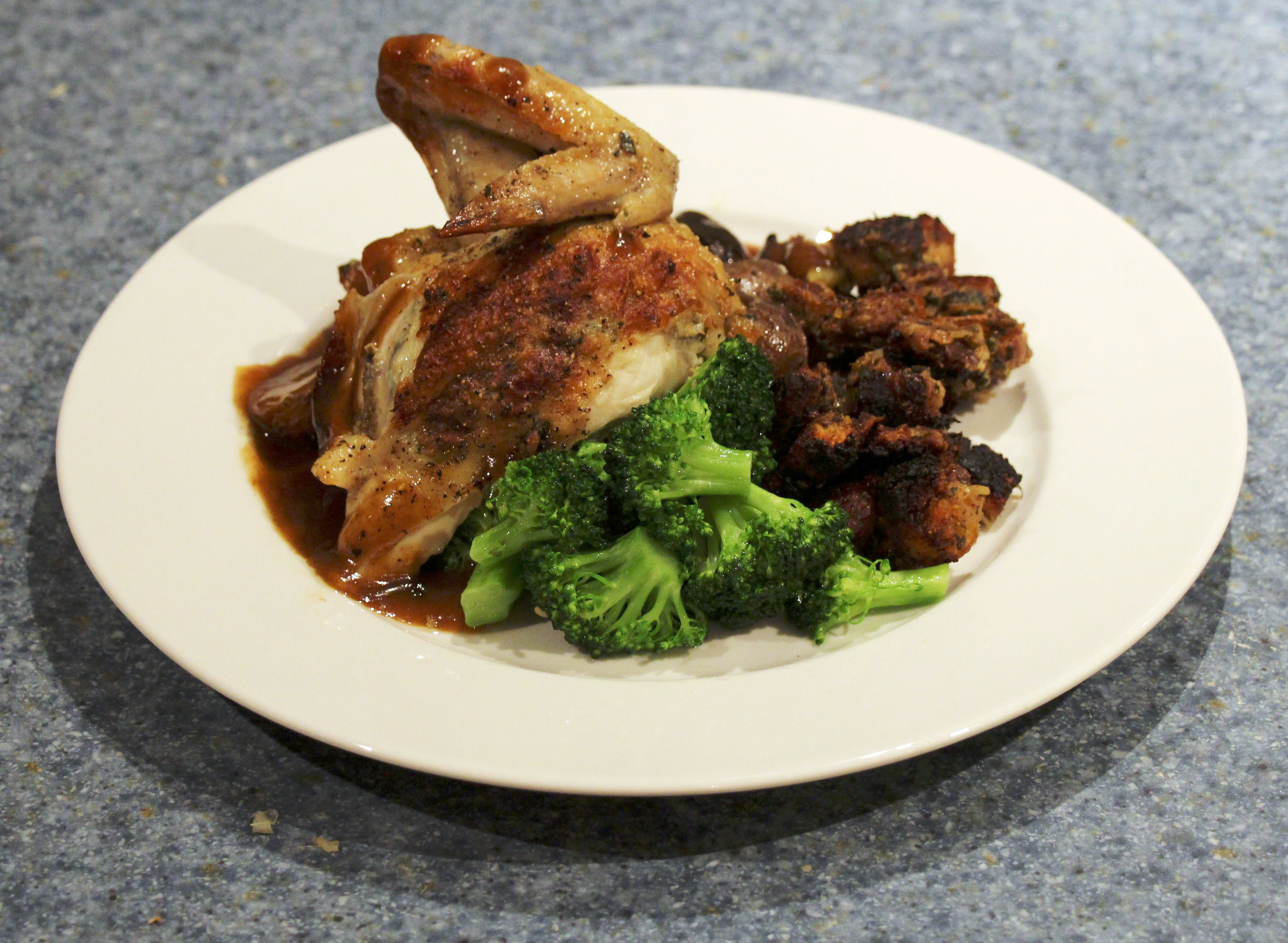
La salsa española es empleada frecuentemente en platos de carne asados.

La salsa española (denominada también salsa marrón o salsa oscura) es una de las salsas madre de la cocina francesa. Técnicamente es una salsa elaborada a partir de un roux oscuro al que se le añade un vino generoso y un fondo oscuro, resultando una salsa habitual en el napado de platos de carne en la cocina clásica. Su receta aparece ya en un manual de cocina del siglo XVII. Es ideal para acompañar carnes asadas y a la parrilla. A partir de ella se elaboran una diversidad de distintas salsas oscuras preparadas con tomates u otros extractos aromáticos: robert, diabla, Cumberland, Demi glace, cazadora, africana.

## Historia
El cocinero de cámara François Massialot describe esta receta en 1691. Más tarde el escritor y gastrónomo Auguste Escoffier modificó la receta que todavía sigue en uso en la actualidad. Es una salsa elaborada con un caldo oscuro y una roux oscura. Esta receta definida por Escoffier es la considerada oficial por la mayoría de los chefs del siglo XX.
Muchas salsas francesas tienen nombres de países, es el caso de la salsa holandesa o de la crema inglesa. En general el nombre del país se elige en homenaje a un evento histórico o por el contenido de la salsa que evoca a dicho país. En el caso de la salsa española, se piensa que el nombre fue dado por su color rojo que se asocia a España.
Posteriormente, varias leyendas se crearon para explicar su nombre. Se cuenta, por ejemplo, que se inventó en 1613 en la boda de Luis XIII rey de Francia y de Navarra con Ana de Austria. Para la celebración del banquete nupcial la futura reina traería a varios cocineros españoles que causaron sensación con las diversas elaboraciones, y concretamente con esta salsa que carecía de nombre. El jefe de cocina de Palacio la denominó desde entonces salsa española. Otros autores mencionan la salsa en 1660 ya en la corte de Luis XIV con el mismo banquete con la infanta española Ana de Austria. De la misma opinión es el cocinero Kettner de Napoleón III.

## Características
El modo más básico de preparación (fond lie) parte de la elaboración de una roux oscura, a la que se le añade un caldo de ternera o agua, huesos asados, carne picada de cerdo (bacon), un Mirepois (zanahoria y cebolla muy picadas) y varios condimentos. Las preparaciones pueden diferir en el contenido de verduras, o en la secuencia de preparación de la salsa. Algunas recetas mencionan en su elaboración manteca de cerdo que se rehoga con cebolla y zanahoria finamente picada. La salsa se aromatiza con clavo, hojas de laurel,  pimienta molida, caldo de carne (a veces de caza) que finalmente se reduce. El proceso básico se resume en:  
{\displaystyle Fondo\ oscuro+vino\ generoso+Roux\longmapsto Salsa\ espa{\tilde {n}}ola}
Se presenta en los platos con cierta textura espesa, cubre por regla general la carne asada. La salsa española es la base de partida de otras salsas internacionales. Por ejemplo si se reduce el fondo oscuro mucho se acaba realizando una demi glace. La salsa se emplea en la presentación de carnes asadas, a la brasa, o en parrilla, es muy popular en preparaciones cárnicas como albóndigas.

## Salsas derivadas
Algunas salsas derivan de la salsa española:
- Salsa bigarade
- Salsa bordelesa
- Salsa bourguignonne
- Salsa cazadora
- Salsa colbert
- salsa champiñones
- salsa diabla
- salsa estragón
- salsa italiana
- salsa Marchand D'Vin
- salsa madeira
- salsa picante
- salsa robert
- salsa zíngara